# Rumen Aleksandrov
Rumen Aleksandrov (né le 26 juin 1960) est un haltérophile bulgare.

## Carrière
Rumen Aleksandrov participe aux Jeux olympiques de 1980 à Moscou et remporte la médaille d'argent dans la catégorie des poids lourds moyens.